# Araneus lineatipes
Araneus lineatipes är en spindelart som först beskrevs av O. Pickard-Cambridge 1889.  Araneus lineatipes ingår i släktet Araneus och familjen hjulspindlar. Inga underarter finns listade i Catalogue of Life.